# Rupt-sur-Moselle
Rupt-sur-Moselle ist eine französische Gemeinde mit 3458 Einwohnern (1. Januar 2022) im Département Vosges in der Region Grand Est. Sie gehört zum Arrondissement Épinal und zum Gemeindeverband Ballons des Hautes-Vosges.

## Geografie
Die Gemeinde Rupt-sur-Moselle an der oberen Mosel liegt in den Vogesen im äußersten Südosten Lothringens und grenzt im Süden an die Region Bourgogne-Franche-Comté. Remiremont, die nächstgrößere Stadt, ist zwölf Kilometer von Rupt-sur-Moselle entfernt. Im Ortsteil Maxonchamp ändert die Mosel, von Südosten kommend, ihre Fließrichtung nach Norden.

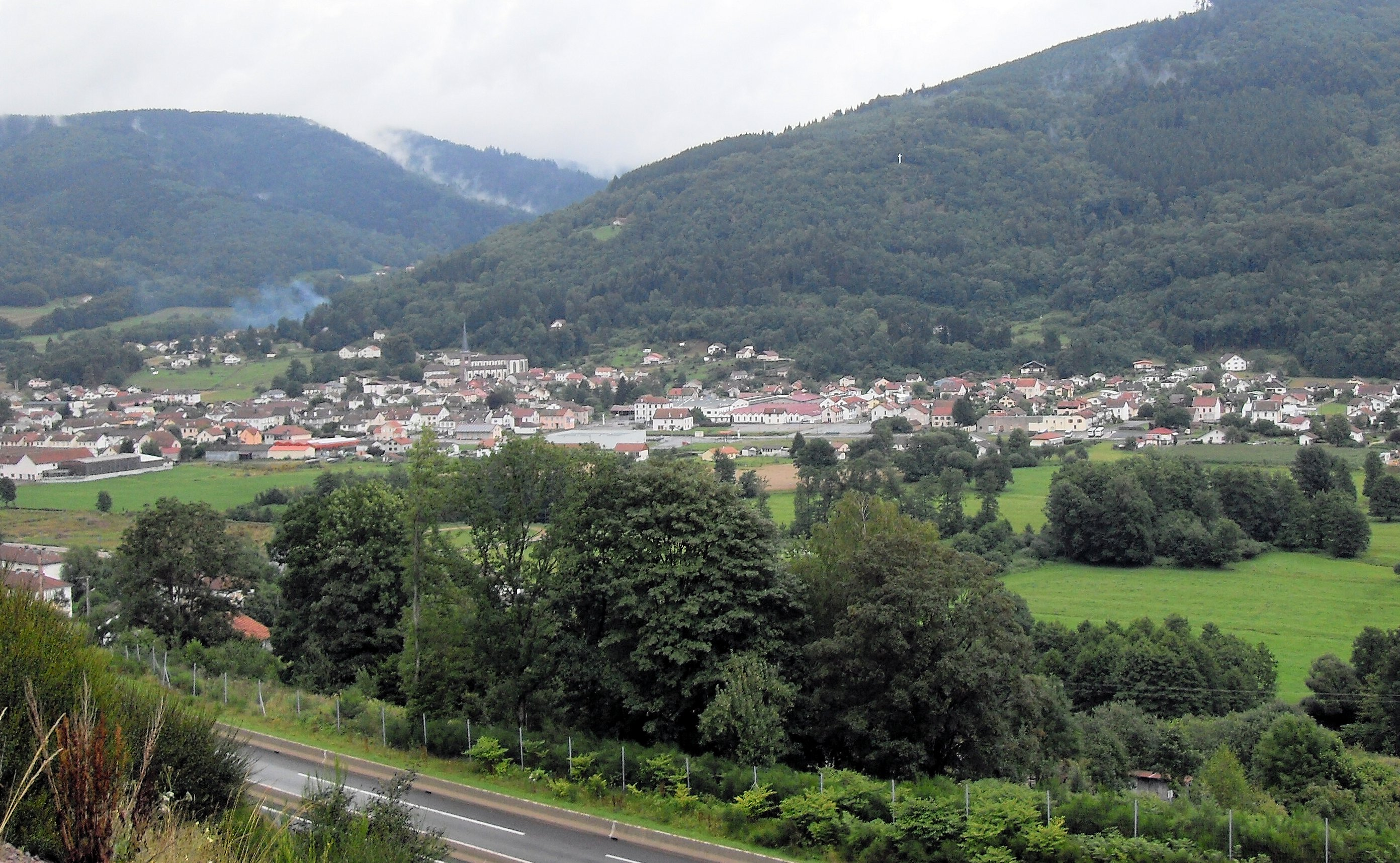
Blick auf Rupt-sur-Moselle

Das 45,76 km² große Gemeindegebiet von Rupt-sur-Moselle umfasst einen etwa zehn Kilometer langen Abschnitt des oberen Moseltales, dessen Breite zwischen 2000 Metern (Ortsteil Hielle) und 1000 Metern (La Roche / Longchamp) variiert. Der Talboden der Mosel liegt an der Gemeindegrenze zu Ferdrupt auf 444 Metern, an der Grenze zu Vecoux auf 399 Metern Meereshöhe. Das Moseltal wird von zum Teil steil aufragenden Bergen flankiert, die im Südwesten an der Grenze zur Region Bourgogne-Franche-Comté 810 Meter, im Nordosten maximal 898 Meter Höhe erreichen. Einen Einschnitt bildet im Süden der 620 m hohe Pass Col du Mont de Fourche, über den eine Straße nach Luxeuil-les-Bains führt. Der Pass sowie die Südwestgrenze der Gemeinde bildet die Wasserscheide zum Einzugsgebiet der Rhone. Im Gemeindegebiet münden die aus Nordosten kommenden Gebirgsbäche Ruisseau de Moinrupt und Ruisseau de Grandrupt in die Mosel.
Die Wälder, die etwa 75 % des Gemeindegebietes bedecken, gehören zu den Forstarealen Forêt de Raddon (im Westen), Forêt Domaniale de Longegoutte (im Norden und Nordosten) und Bois du Ménil (im Süden). Das Moseltal lässt zwischen den Siedlungs- und Gewerbegebieten nur wenig Raum für Ackerflächen. Viehweiden und Grasland finden sich dagegen bis in die hohen Lagen.

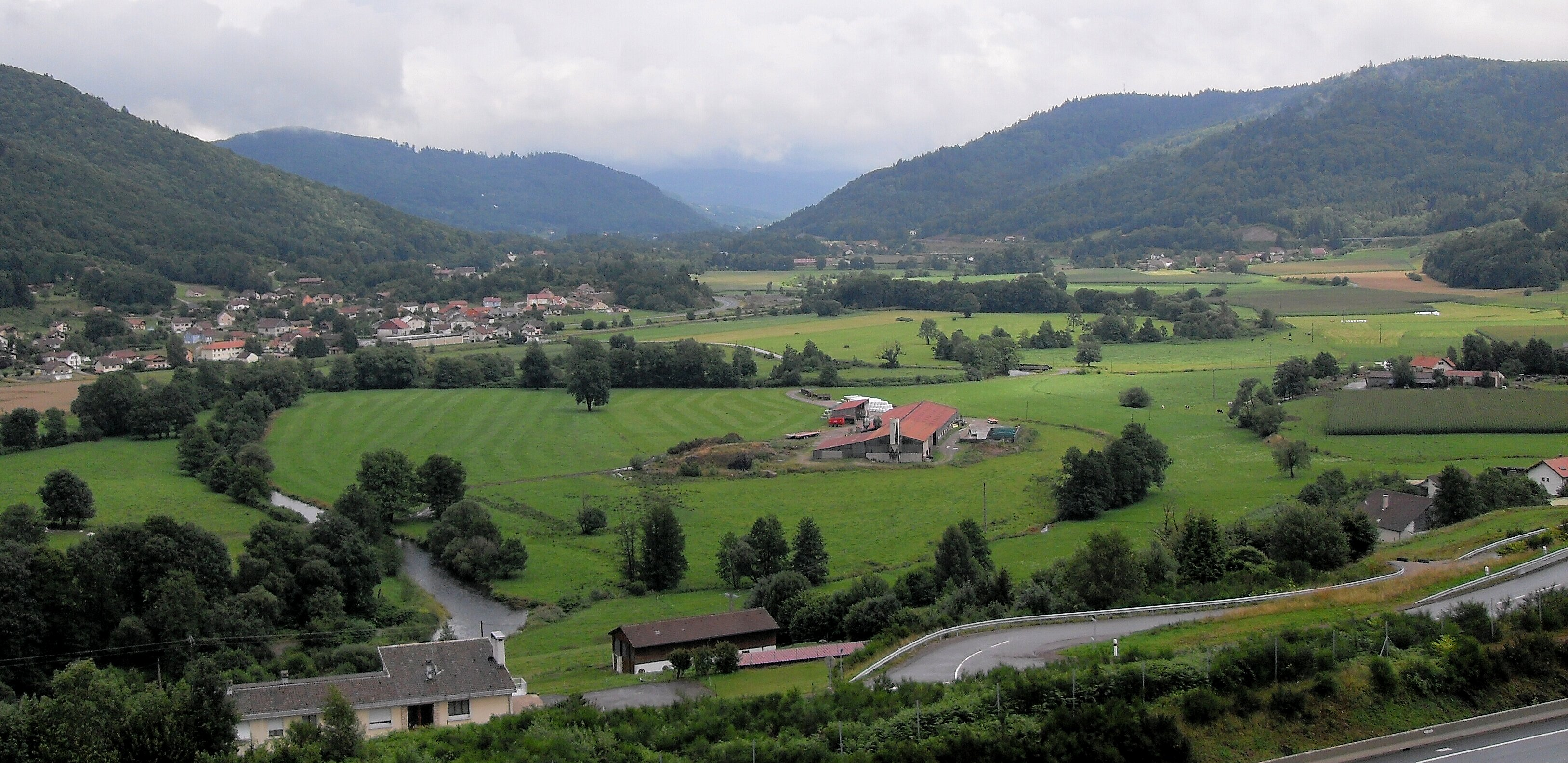
Moseltal im Gemeindegebiet von Rupt-sur-Moselle

Zur Gemeinde gehören die Ortsteile (moselabwärts gesehen):
- Saulx
- Le Chêne
- Longchamp
- La Roche
- Kernort Rupt-sur-Moselle
- Les Meix
- Maxonchamp
- Lépange
- Hielle

Nachbargemeinden von Rupt-sur-Moselle sind Vecoux im Norden, Thiéfosse und Saulxures-sur-Moselotte im Nordosten, Ferdrupt im Osten, Corravillers im Süden, La Rosière im Südwesten, La Montagne und Girmont-Val-d’Ajol im Westen sowie Dommartin-lès-Remiremont im Nordwesten.

## Geschichte
Bereits in der Römerzeit führte der Weg von Metz nach Basel über das obere Moseltal und somit durch das heutige Gebiet von Rupt-sur-Moselle. Vor der Französischen Revolution gehörte die verstreute Siedlungsstruktur zum Besitz der Äbtissinnen des Chapitre de Remiremont.
Die Gemeinde Rupt entstand 1789 durch die Aufteilung des Ban de Longchamp, aus dem auch die Gemeinde Dommartin-lès-Remiremont, später Vecoux und Ferdrupt hervorgingen. Die Weiler Longchamp, La Roche, La Dermanville, Lette, Rupt, Le Dessus de Rupt, Saulx, Lépange, Les Meix und Maxonchamp wurden so zur Gemeinde Rupt zusammengefasst (1801 noch mit der Schreibweise Rupz), die 1904 zu Rupt-sur-Moselle umbenannt wurde.
Bis zur Mitte des 19. Jahrhunderts lebten die Einwohner von der Land- und Viehwirtschaft, daneben verdienten sich die Bauern als Holzfäller, Handwerker, Schreiner, Holzschuhmacher oder Gespannführer ihren Unterhalt. Bereits 1934 entstand die erste Spinnerei im Weiler Saulx. Nach 1870 erlebte die Textilindustrie eine neue, verstärkte Blüte durch die Ansiedlung von Betrieben elsässischer Besitzer, die vor den Deutschen geflohen waren.
Im Juni 1940 wurde das „Fort de Rupt“ (oder Fort Caulaincourt) im Rahmen des Westfeldzuges von Truppen der Wehrmacht, nämlich der 6. Panzer-Division unter General Werner Kempf, schnell erobert.
In den 1970er Jahren begann der Niedergang der Textilindustrie. Erst allmählich konnten neue Arbeitsplätze geschaffen werden, unter anderem in der Kunststoff- und Metallverarbeitung sowie im Maschinenbau.

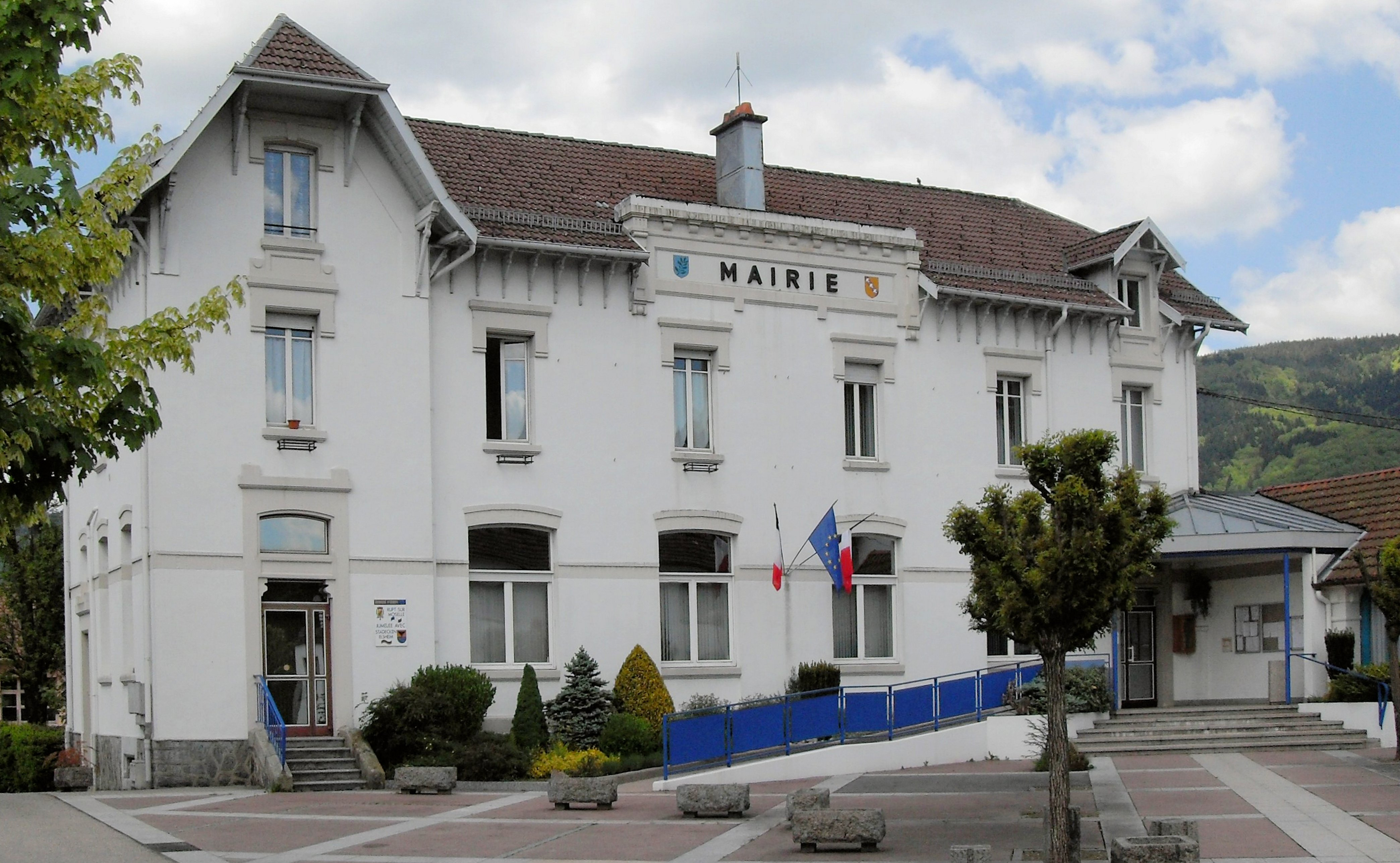
Mairie Rupt-sur-Moselle

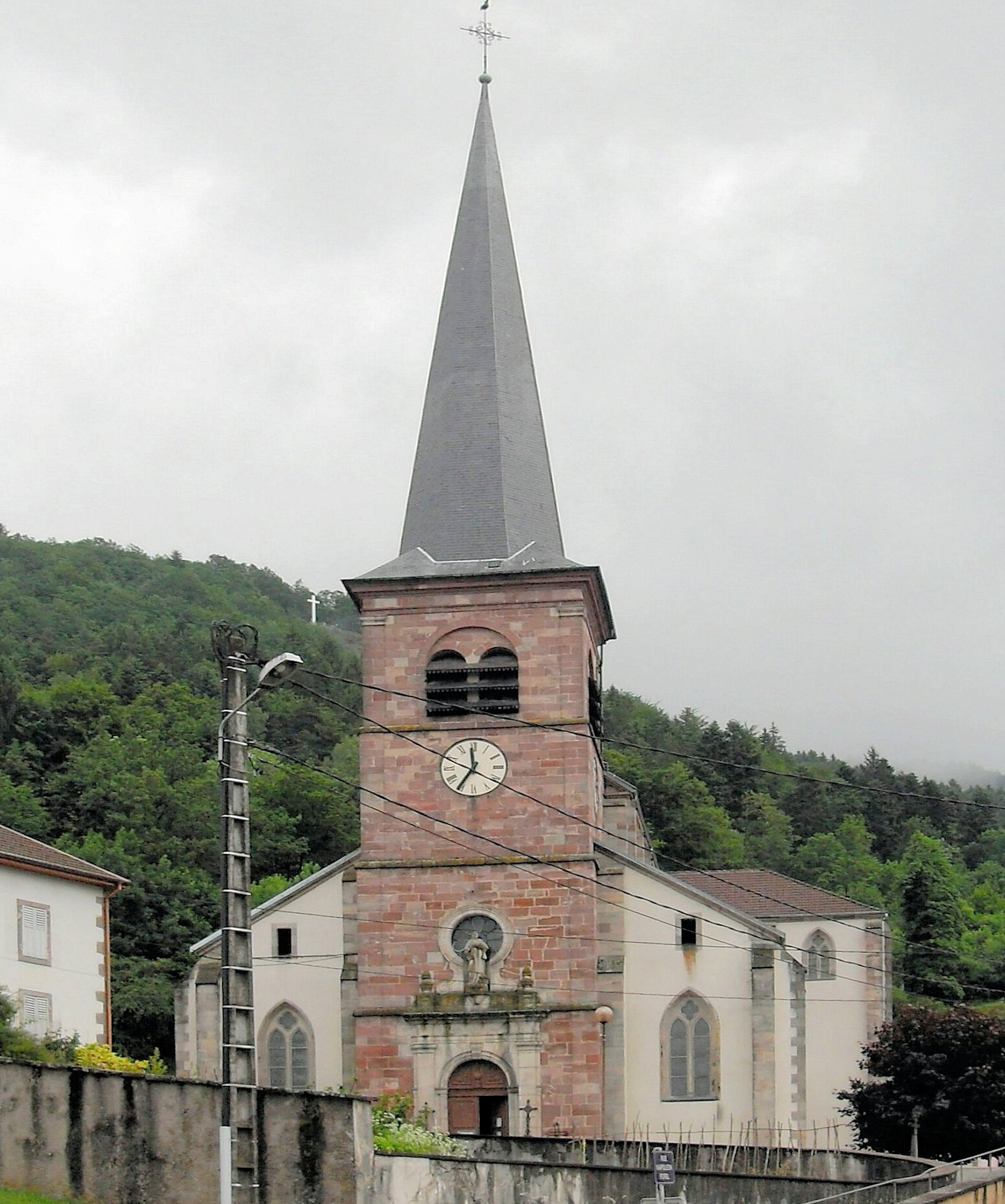
Kirche Saint-Étienne

### Bevölkerungsentwicklung
| Jahr      | 1962 | 1968 | 1975 | 1982 | 1990 | 1999 | 2006 | 2012 | 2022 |
| Einwohner | 3825 | 3970 | 3863 | 3570 | 3470 | 3637 | 3571 | 3475 | 3458 |

Die Einwohnerzahlen der Gemeinde Rupt-sur-Moselle zeugen vom Verlust vieler Arbeitsplätze in der Textilbranche seit den 1970er Jahren. Die Ansiedlung vieler neuer Unternehmen konnte die Abwanderungsrate nicht vollständig kompensieren. Im Jahr 1831 wurde mit 4872 Bewohnern die bisher höchste Einwohnerzahl ermittelt. Die Zahlen basieren auf den Daten von cassini.ehess und INSEE.

## Sehenswürdigkeiten

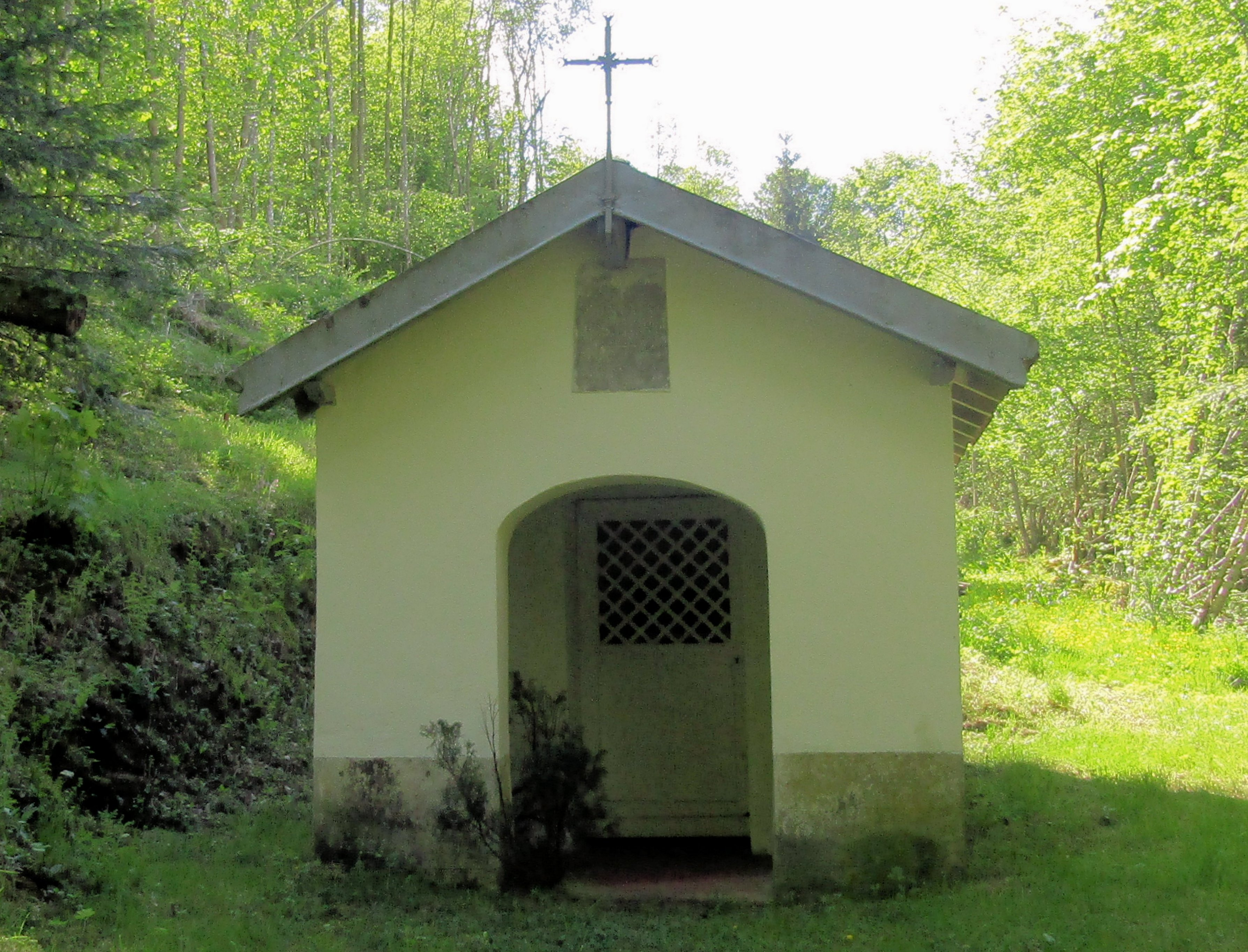
Kirche Saint-Étienne, mehrmals renoviert (zuletzt 1862, Glockenturm 1738)
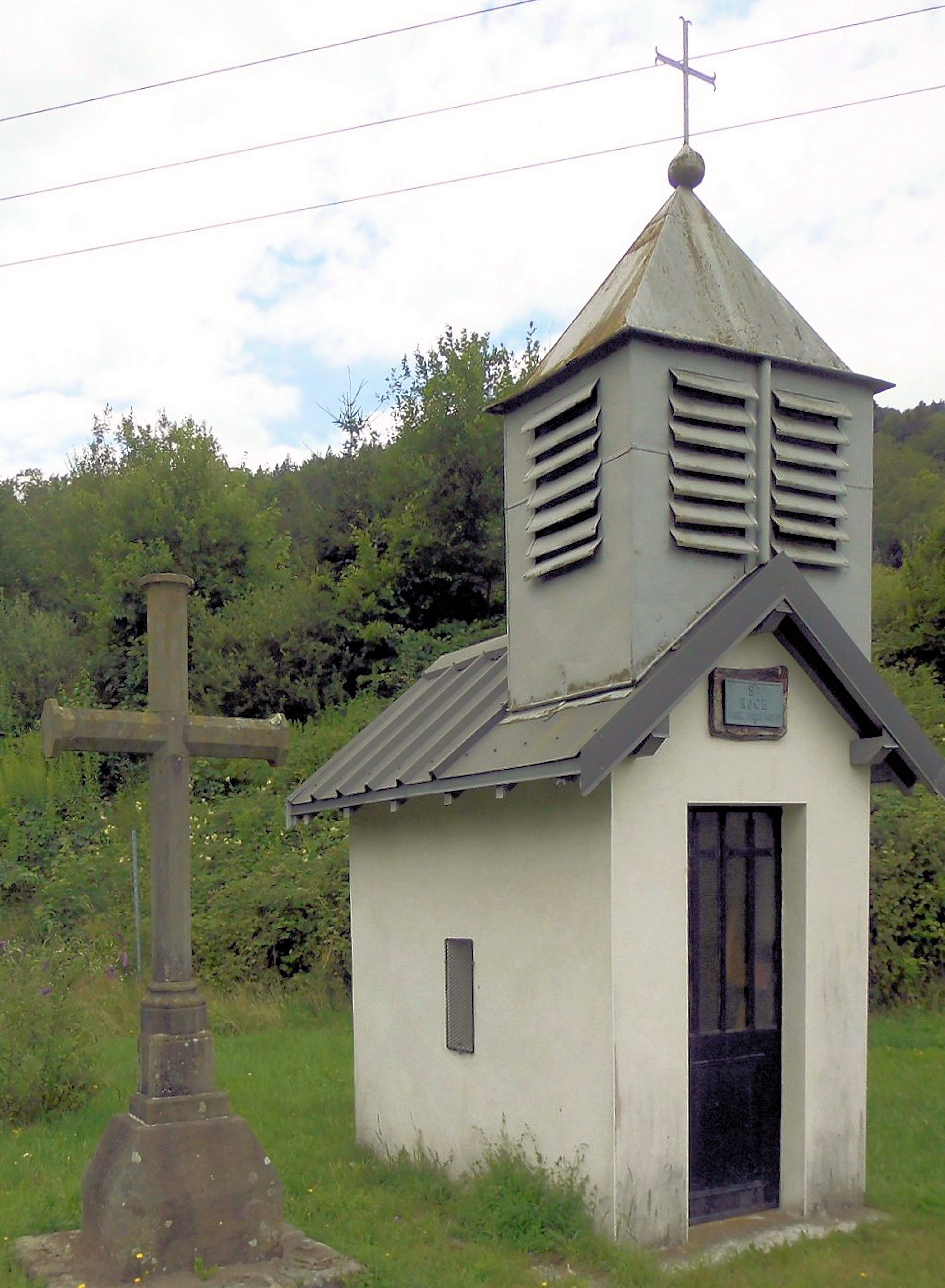
Kapelle St. Rochus im Ortsteil Maxonchamp
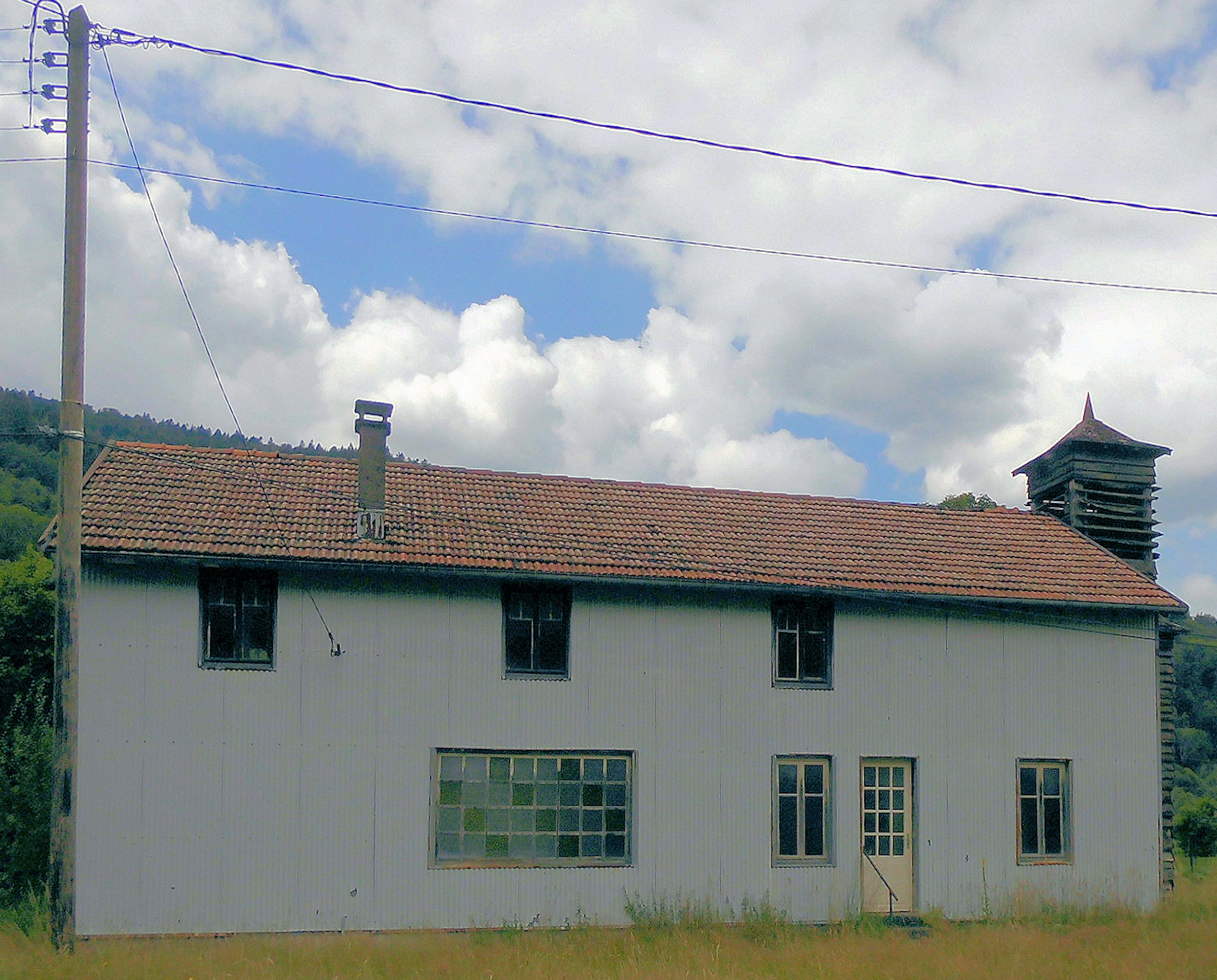
Aufgegebene Kirche in Maxonchamp

- Kapelle Saint-Étienne
- Kapelle Saint-Roch
- Kapelle Saint-Étienne

- Kapelle Saint-Étienne
- Kapelle St. Rochus im Ortsteil Maxonchamp
- Aufgegebene Kirche in Maxonchamp

## Wirtschaft und Infrastruktur
In der Gemeinde sind 47 Landwirtschaftsbetriebe ansässig (Anbau von Getreide, Gemüse und Strauchfrüchten, Milchwirtschaft, Imkerei, Zucht von Pferden, Rindern, Schafen, Ziegen und Geflügel). Drei Gewerbegebiete prägen heute das Gemeindeareal nördlich des Ortskerns (ZI le Plain du Saut, ZI Le Pange und ZI Les Maix). Zu den heute in Rupt-sur-Moselle ansässigen Betrieben mit über 100 Mitarbeitern zählen:
- Le groupe Antolin – ein Zweigbetrieb eines spanischen Herstellers für Ausrüstungen und Teile von Kraft- und Nutzfahrzeugen
- Cimest (Compagnie industrielle des moulages de l’Est) – Betrieb für Kunststoffteile für die Telefon- und Automobilindustrie
- Valrupt – zur Groupe français Valmont gehörende Baumwoll-Weberei
- La Compagnie vosgienne de la chaussure – zur Groupe français Vivarte gehörende Schuhfabrik

Rupt-sur-Moselle setzte in den letzten Jahren zunehmend auf den Fremdenverkehr und ist inzwischen durch Hotels, Pensionen und Ferienhäuser touristisch erschlossen.
Die Gemeinde ist mit zwei Grund- einer Realschule, einem Collége sowie einem Kindergarten auch Bildungsstandort.

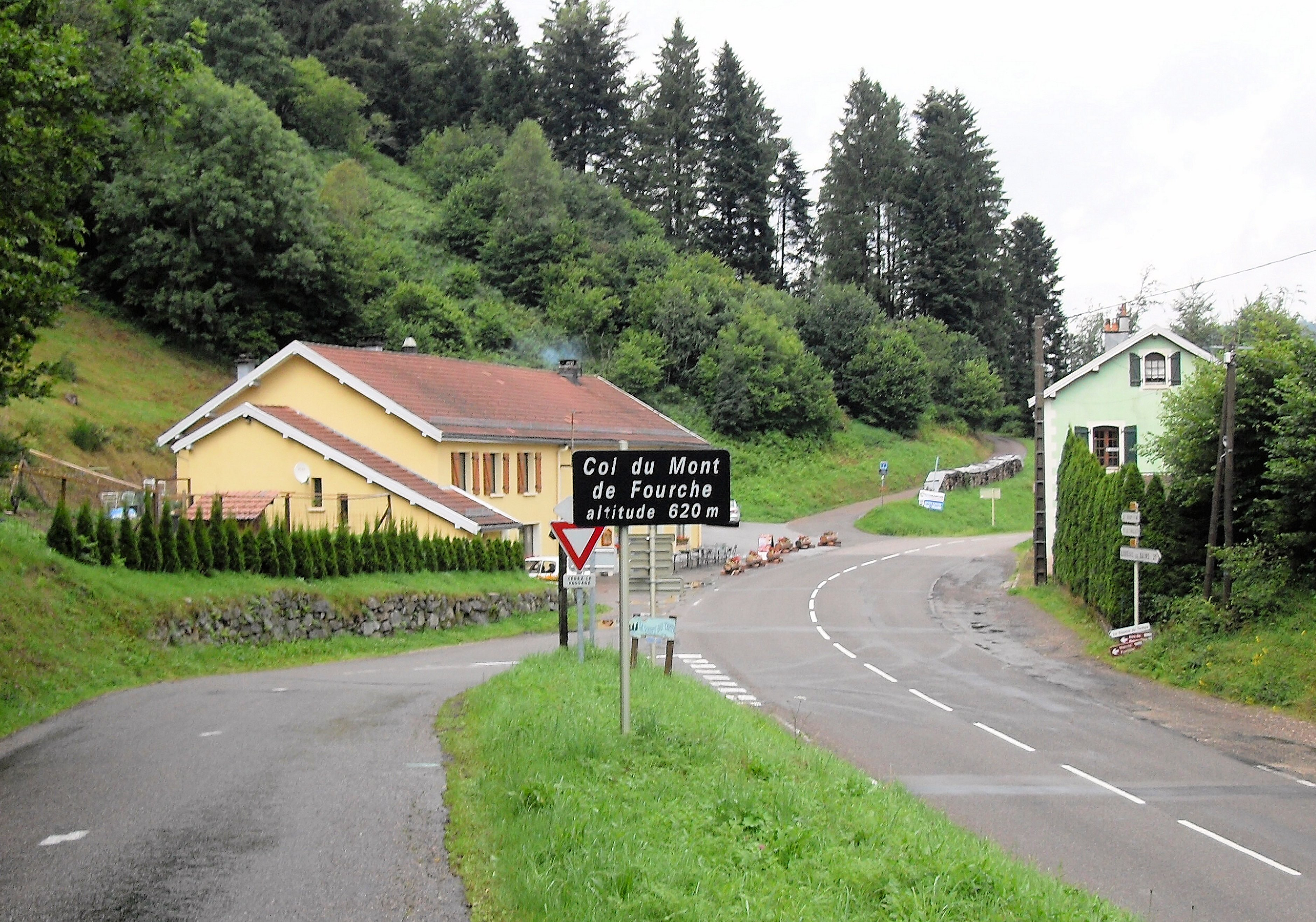
Col du Mont de Fourche

Die stark frequentierte Route nationale 66 (Europastraße 512) von Épinal über den Col de Bussang nach Mülhausen führt südlich als Ortsumgehung an Rupt-sur-Moselle vorbei und endet als zweistreifige Schnellstraße an der Grenze zur Nachbargemeinde Ferdrupt. Eine weitere wichtige Straßenverbindung führt über den Col du Mont de Fourche nach Luxeuil-les-Bains und Lure.

## Partnerschaften
Seit 1980 pflegt Rupt-sur-Moselle eine Partnerschaft mit der Gemeinde Stadecken-Elsheim in Rheinhessen; Initiator und Förderer dieser Partnerschaft ist der langjährige Bürgermeister von Rupt-sur-Moselle Robert Parmentier. Zwischen dem Collège Jean Montémont in Rupt-sur-Moselle und dem Marie-Curie-Gymnasium in Bönen (bei Dortmund) besteht ein reger Schüleraustausch.

## Regelmäßige Veranstaltungen
Am jeweils dritten Sonntag im März findet in Rupt-sur-Moselle die traditionelle Heringsmesse statt – im Jahr 2009 bereits zum 127. Mal. Sie ging als einzig erhaltene aus ursprünglich zwölf bestehenden Heringsmessen vor 1825 hervor und hat ihre Wurzeln in dieser Epoche, als während der Fastenzeit gesalzene Fische aus Übersee gekauft wurden, weil heimische Fische aus Flüssen und Teichen den Adligen vorbehalten waren.

## Persönlichkeiten
- Dieudonné Thiébault (1733–1807), Professor für französische Grammatik, Korrektor der Schriften Friedrichs des Großen
- Albert Montémont (1788–1861), Schriftsteller, Reisender und Übersetzer
- Benoît Tremsal (1952–2022), deutsch-französischer Bildender Künstler

## Sonstiges
Zwei Kilometer südwestlich des Kernortes liegt auf 775 m Meereshöhe das größtenteils unterirdisch angelegte Fort de Rupt bzw. Fort Caulaincourt. Das 1874–1876 errichtete Fort liegt bereits auf dem Gebiet der Gemeinde La Rosière. Das Gelände ist Sperrgebiet und gehört der französischen Armee.

## Belege
1. ↑  Heinz Guderian, Seite 134
2. ↑  Rupt-sur-Moselle auf cassini.ehess
3. ↑  Rupt-sur-Moselle auf INSEE
4. ↑  Landwirtschaftsbetriebe auf annuaire-mairie.fr (französisch)
5. ↑  Le fort de Rupt (Memento des Originals vom 8. Juni 2009 im Internet Archive)  Info: Der Archivlink wurde automatisch eingesetzt und noch nicht geprüft. Bitte prüfe Original- und Archivlink gemäß Anleitung und entferne dann diesen Hinweis.